# Červená (Jetětice)

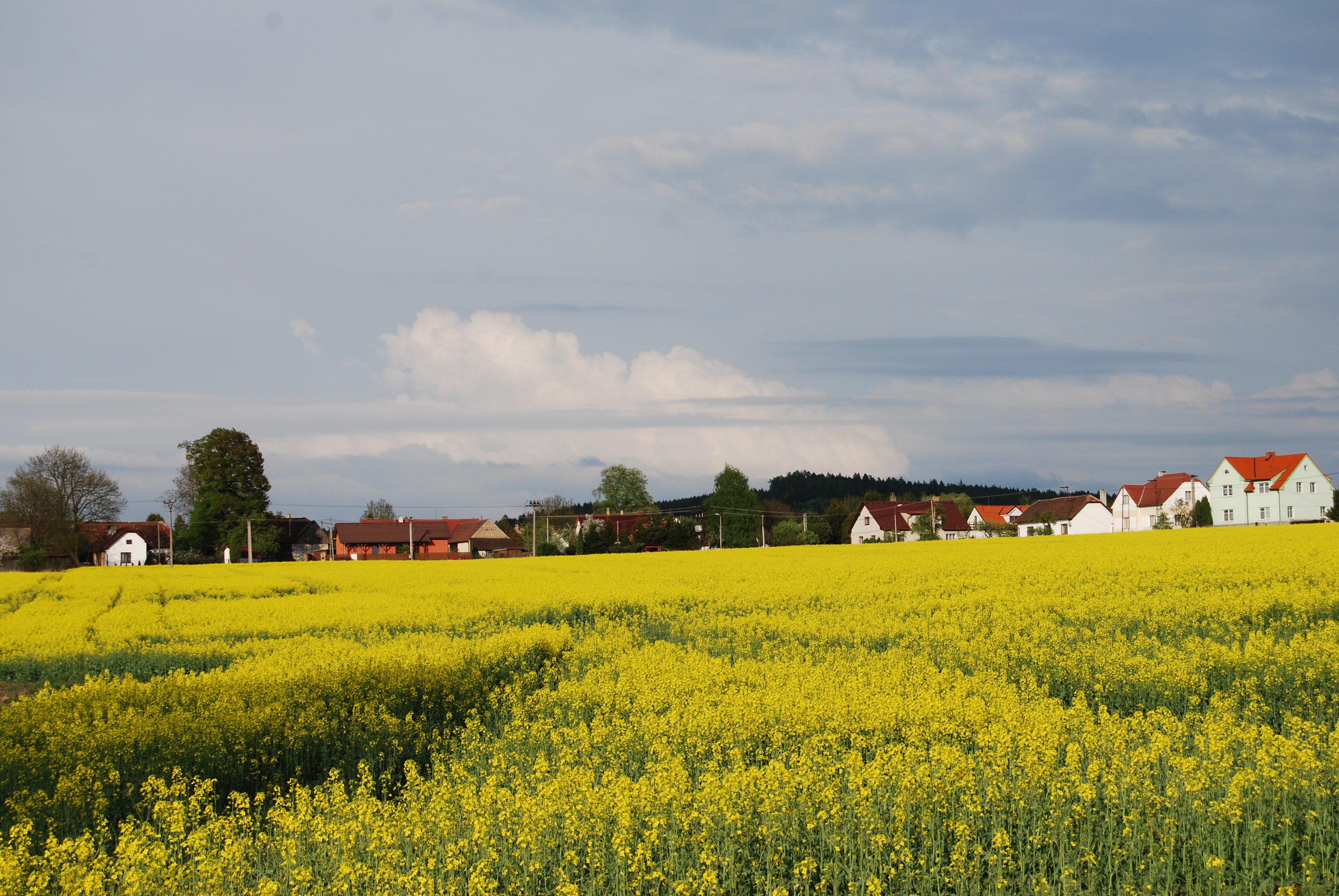
Jetětické Samoty

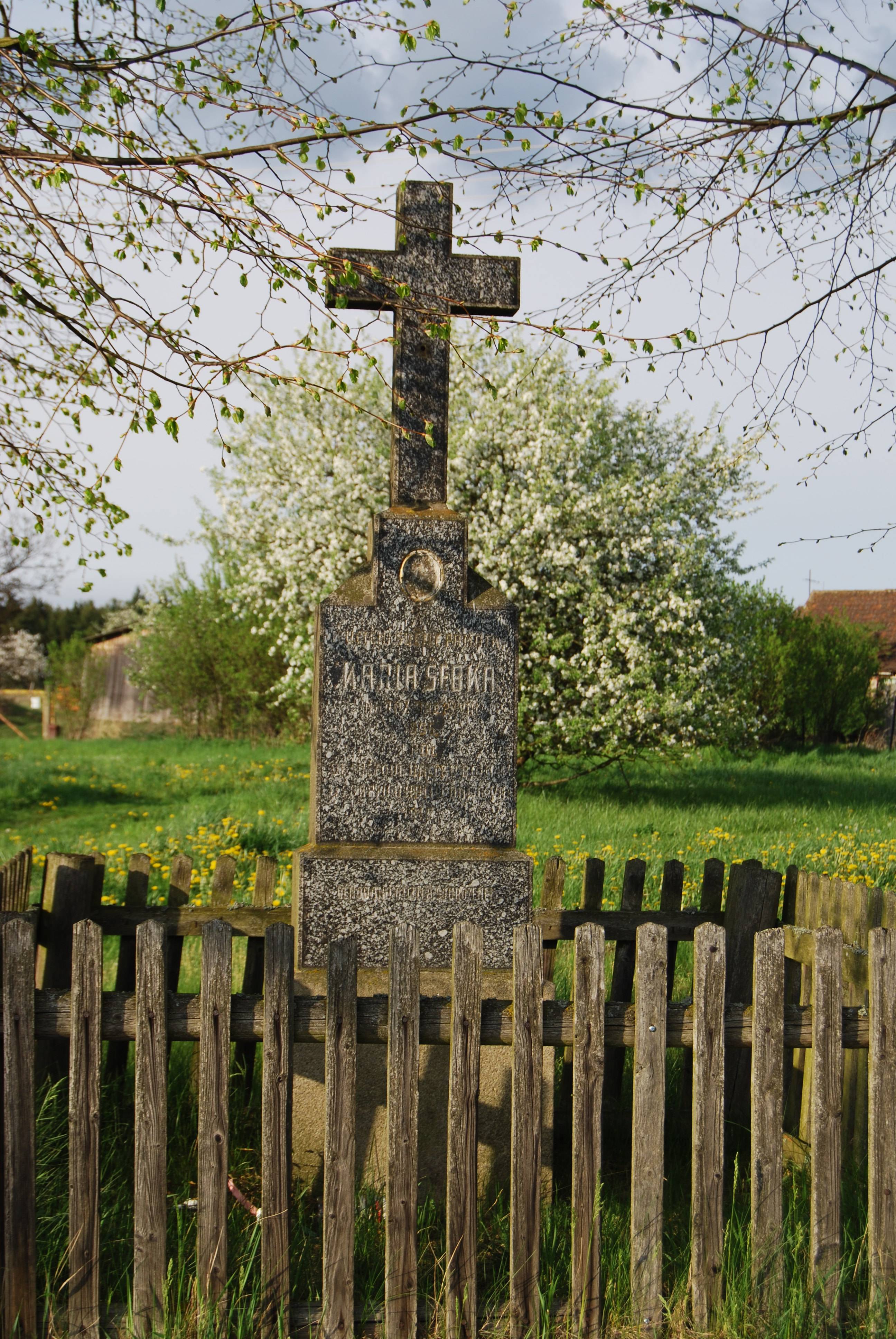
Wegkreuz bei Jetětické Samoty

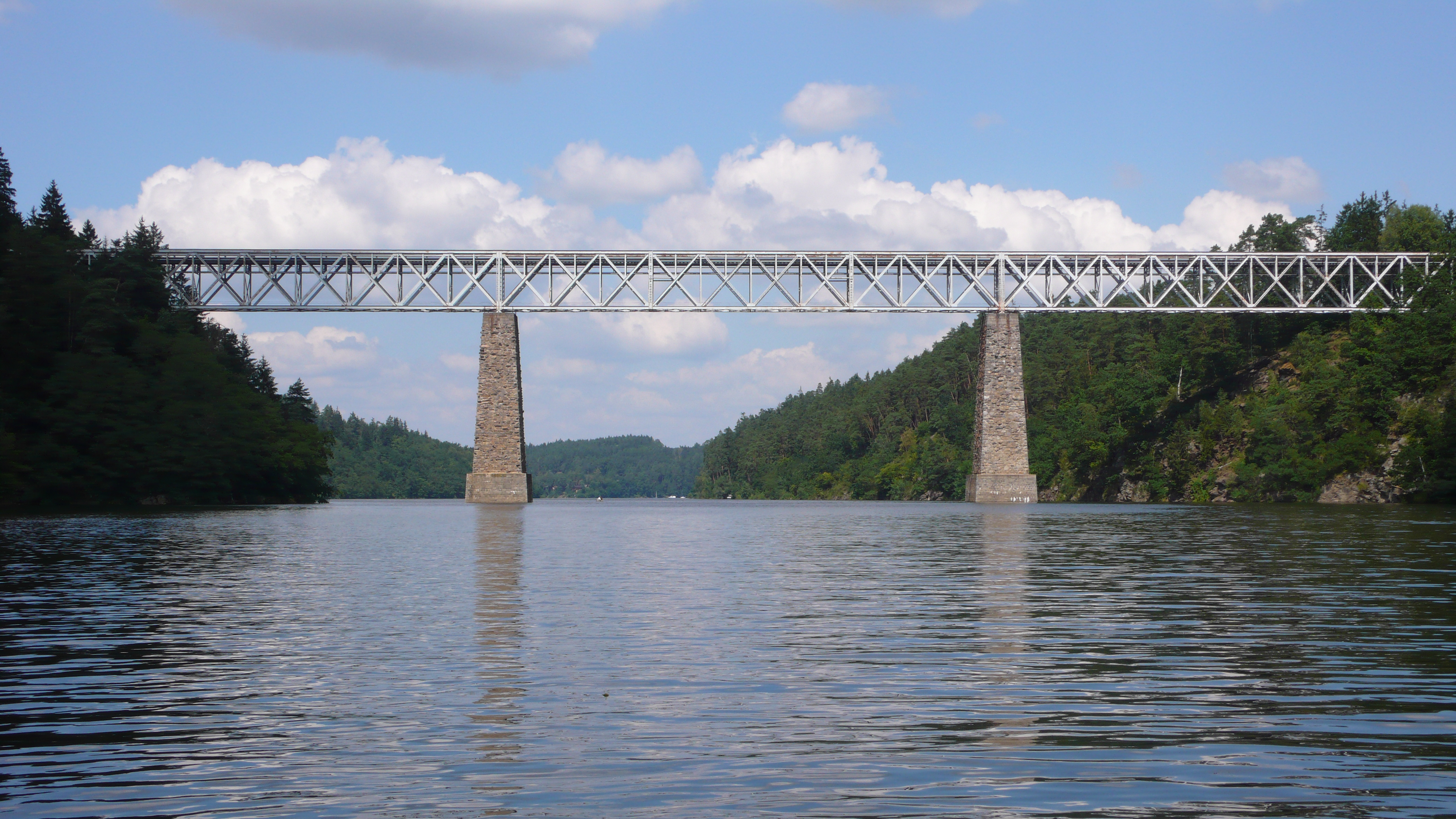
Eisenbahnbrücke

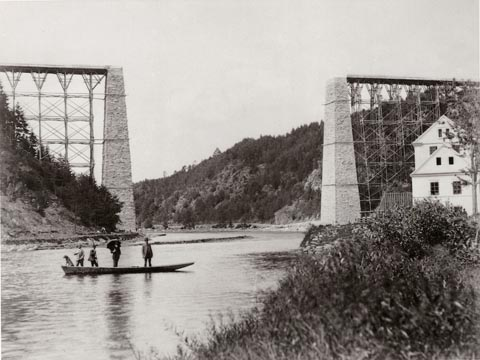
Bau der Eisenbahnbrücke, Foto von Jindřich Eckert, 1889

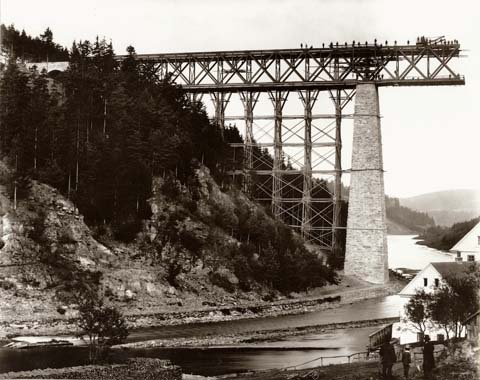
Bau der Eisenbahnbrücke, Foto von Jindřich Eckert, 1889

Červená (deutsch Tscherwena, auch Čerwena) ist ein Ortsteil der Gemeinde Jetětice in Tschechien. Er liegt elf Kilometer südwestlich von Milevsko in Südböhmen und gehört zum Okres Písek.

## Geographie
Červená befindet sich in der zum Mittelböhmischen Hügelland gehörigen Milevská pahorkatina. Die Siedlung liegt auf einer Hochfläche rechtsseitig der Einmündung des Baches Jetětický potok in den Orlíkstausee. Östlich erheben sich die Kopeniny (522 m), im Südwesten der Petrův vrch (Peterberg, 482 m) und im Nordwesten die Otava (453 m). Červená wird in einer Schleife im Osten, Süden und Westen von der Bahnstrecke Tábor–Písek umfahren. Am südwestlichen Ortsausgang liegt der Bahnhof Červená nad Vltavou, gegen Nordwesten die Eisenbahnbrücke über das Moldautal.
Nachbarorte sind Jetětické Samoty im Norden, Jetětice, Stehlovice und Jižiny im Nordosten, Hajnice, Podolí und Křenovice im Osten, Myslivna und Podolí I im Südosten, Olešná, Podolsko und Temešvár im Süden, Pazderna, Zálesi, Mlačina und Kašina Hora im Südwesten, Struhy, Babák und Červený Újezdec im Westen sowie Truhlařov, Habr, Tukleky, Pazderny, Oslov, Zběrov und Červená 2. díl im Nordwesten.

## Geschichte
Bis ins 19. Jahrhundert war die Hochebene über dem Moldautal im Grenzgebiet zwischen den Herrschaften Wopařan und Klingenberg nördlich von Podolsko mit dichten Wäldern bestanden, in denen die Einödhöfe Pazdera (Pazderna), Pepřil und Kopaničky (Truhlařov) sowie ein herrschaftliches Hegerhaus (Habr) lagen. Im Moldautal befanden sich die Einödhöfe Gilowetz (Jílovec) und Křenek sowie die Saniker Mühle. Später kamen mit Čerwena und Na Samotech (Jetětické Samoty) weitere Einzelgehöfte hinzu.
Im Jahre 1840 gehörten die Einschichten Čerwena, Ilowitzer Mühle (Jílovecký Mlýn), Saniker Mühle (Saník) und ein Haus der Einschicht Na Samotech (Jetětické Samoty) zum Dorf Čerwena, ein weiteres Haus in Na Samotech zum Dorf Jetietitz. Sie waren als Teil der Herrschaft Klingenberg zur Fideikommissherrschaft Worlik samt den Allodialgütern Zalužan, Zbenitz und Bukowan untertänig. Das dritte Haus in Na Samotech gehörte zum Dorf Podolsko und war der Allodialherrschaft Wopořan und Bernaditz untertänig. Pfarr- und Schulort war das Dorf Čerwena.
Nach der Aufhebung der Patrimonialherrschaften gehörten die Einschichten zum Dorf Červená/Čerwena und bildeten mit diesem zusammen ab 1850 einen Ortsteil der Gemeinde Jetětice im Bezirk und Gerichtsbezirk Milevsko. Der Bau der Bahnstrecke Tábor – Milevsko – Písek – Ražice zwischen 1886 und 1889 riss die Gegend aus ihrer Abgeschiedenheit. Im Wald östlich des Gehöftes Pazderna wurde der Bahnhof Červená nad Vltavou angelegt und bei der Mühle Saník die Eisenbahnbrücke über das Moldautal errichtet. In den Folgejahren entstand neben dem Bahnhof die Siedlung Červená und auch die sich anschließenden Jetětické Samoty wuchsen zu einer Siedlung an.
Zwischen 1956 und 1963 erfolgte der Bau der Orlík-Talsperre, mit der Červená 1. díl und Červená 3. díl sowie die Einschichten Jílovec, Křenek, Saník, Šejharův Mlýn und Šimek überflutet wurden. Am Stausee entstanden eine Schiffsanlegestelle und Erholungseinrichtungen, darunter ein Hotel. Nach der Aufhebung des Okres Milevsko wurde Červená Ende 1960 dem Okres Písek zugeordnet. Im Jahre 1991 hatte der Ortsteil Červená 94 Einwohner, beim Zensus von 2001 lebten in den 64 Wohnhäusern 101 Personen.

## Gemeindegliederung
Der Ortsteil Červená ist Teil des Katastralbezirkes Jetětice. Er umfasst die Siedlungen Červená und Jetětické Samoty sowie die Einschichten Habr, Pazderna und Truhlařov.

## Sehenswürdigkeiten
- Kapelle der Jungfrau Maria von Lourdes in Jetětické Samoty, errichtet in der 1. Hälfte des 20. Jahrhunderts
- Wegkreuz bei Jetětické Samoty
- Eisenbahnbrücke bei Červená, der 253 m lange Bau auf zwei steinernen Pfeilern von 68 m Höhe entstand zwischen 1886 und 1889. Sie war die erste Eisenbahnbrücke in Böhmen, die ohne Gerüst in fliegender Montage errichtet wurde.